# Gloydius lijianlii
Gloydius lijianlii là một loài rắn trong họ Rắn lục. Loài này được Jiang & Zhao mô tả khoa học đầu tiên năm 2009.